# Gruneis
Gruneis (en llatí grunaei, en grec grunaioi o grinaioi) foren un poble escita esmentat per Claudi Ptolemeu que no ha pogut ser situat geogràficament.